# Alfred Tonello
Alfred „Sigisfredo” Tonello (ur. 11 marca 1929 w Paryżu, zm. 21 grudnia 1996 w Bondy) – francuski kolarz szosowy, brązowy medalista olimpijski.

## Kariera
Największy sukces w karierze Alfred Tonello osiągnął w 1952 roku, kiedy wspólnie z Jacques’em Anquetilem i Claude’em Rouerem zdobył brązowy medal w drużynowym wyścigu ze startu wspólnego podczas igrzysk olimpijskich w Helsinkach. Był to jedyny medal wywalczony przez Tonello na międzynarodowej imprezie tej rangi. Na tych samych igrzyskach Francuz został sklasyfikowany na trzynastej pozycji w rywalizacji indywidualnej. Ponadto w 1953 roku zwyciężył w klasyfikacji generalnej Tour de Picardie Coppa d’Inverno Pirelli, a w Tour de France zajął 49. miejsce, chociaż w jednym z etapów zajął drugie miejsce. Nigdy nie zdobył medalu na szosowych mistrzostwach świata.